# Rainbird Software
Rainbird Software war ein britischer Publisher für Computerspiele, der als Unterlabel von Telecomsoft gegründet wurde, der Softwaresparte von British Telecom. Inhaltlicher Schwerpunkt war die Veröffentlichung von Textadventures im Premiumsektor.

## Geschichte
Rainbird wurde durch Tony Rainbird gegründet, einen ehemaligen Angestellten von Micro-Gold, der zuvor für Telecomsoft bereits in die Gründung des Firebird-Labels involviert war. Ursprünglich hieß das Label Bluebird, der Name musste aber nach kurzer Zeit aus rechtlichen Gründen geändert werden, gewählt wurde dann unter Beibehaltung des alten Logos der Name Rainbird. Schwerpunkt des Labels sollte die Veröffentlichung hochwertiger, komplexer Computerspiele primär für die neuen 16-Bit-Computer Commodore Amiga und Atari ST sein. Als nächster Schritt wurden Verträge mit passenden Entwicklungsstudios wie Magnetic Scrolls oder Argonaut Software geschlossen. Alle in der Folge veröffentlichten Spiele wurden mit einheitlich in Blau gehaltenen Kartons veröffentlicht.
Anfang 1986 wurde Paula Byrne vom Konkurrenten Melbourne House als Marketing-Managerin abgeworben. Im Juli 1986 verließ Tony Rainbird die Firma, und Byrne wurde seine Nachfolgerin. Nach einem Jahr wechselte sie als Geschäftsführerin zur Mutterfirma Telecomsoft. Neuer Rainbird-Geschäftsführer wurde Paul Hibbard, der Ende 1988 zu Microprose wechselte. Im Mai 1989 wurde Telecomsoft inklusive Rainbird nach einem gescheiterten Management-Buy-Out an Microprose verkauft. Nach dem Verkauf wurden einige fertige bzw. in Entwicklung befindliche Rainbird-Titel wie Simulcra und Starlord auf Microprose-Sublabels übertragen, weitere in Entwicklung befindliche Rainbird-Projekte wurden gestoppt. Wenige Jahre später wurde Rainbird abgewickelt.

## Produkte (Auszug)
| Titel                            | Genre      | Jahr | Plattformen                                                                                    | Entwickler                 |
| -------------------------------- | ---------- | ---- | ---------------------------------------------------------------------------------------------- | -------------------------- |
| Betrayal                         | Strategie  | 1990 | Amiga, Atari ST, Commodore 64, MS-DOS                                                          | Floppy Electronic Services |
| Carrier Command                  | Strategie  | 1988 | Amiga, Amstrad CPC, Atari ST, Commodore 64, Macintosh, MS-DOS, ZX Spectrum                     | Realtime Games             |
| Corruption                       | Adventure  | 1988 | Acorn, Amiga, Amstrad CPC, Apple II, Atari ST, C64, Macintosh, MS-DOS, ZX Spectrum             | Magnetic Scrolls           |
| First Contact                    | Strategie  | 1990 | Amiga, Atari ST                                                                                | Rainbird                   |
| Fish!                            | Adventure  | 1988 | Acorn Archimedes, Amiga, Atari ST, Commodore 64, MS-DOS, ZX Spectrum                           | Magnetic Scrolls           |
| The Guild of Thieves             | Adventure  | 1987 | Acorn, Amiga, Amstrad CPC, Apple II, Atari 8-bit, Atari ST, C64, MS-DOS, Mac, ZX Spectrum      | Magnetic Scrolls           |
| Ingrid’s Back                    | Adventure  | 1988 | Amiga, Apple II, Atari 8-bit, Atari ST, BBC Micro, C64, CPC, MS-DOS, Mac, ZX Spectrum          | Level 9                    |
| Jewels of Darkness               | Adventure  | 1986 | Amiga, Amstrad CPC, Apple II, Atari 8-bit, Atari ST, C64, MS-DOS, Mac, MSX, ZX Spectrum        | Level 9                    |
| Jinxter                          | Adventure  | 1987 | Acorn, Amiga, Amstrad CPC, Apple II, Atari 8-bit, Atari ST, C64, MS-DOS, Mac, ZX Spectrum      | Magnetic Scrolls           |
| Knight Orc                       | Adventure  | 1987 | Amiga, Amstrad CPC, Apple II, Atari 8-bit, Atari ST, C64, MS-DOS, Mac, MSX, ZX Spectrum        | Level 9                    |
| The OCP Art Studio               | Anwendung  | 1986 | Amstrad CPC, Atari ST, Commodore 64, ZX Spectrum                                               | Oxford Computer Publishing |
| The Pawn                         | Adventure  | 1985 | Acorn, Amiga, Apple II, Atari 8-bit, Atari ST, C64, CPC, MS-DOS, Mac, Sinclair QL, ZX Spectrum | Magnetic Scrolls           |
| Red Moon                         | Adventure  | 1985 | Amstrad CPC, Atari 8-bit, BBC Micro, Commodore 64, MSX, ZX Spectrum                            | Level 9                    |
| Silicon Dreams                   | Adventure  | 1986 | Amiga, Amstrad CPC, Apple II, Atari 8-bit, Atari ST, C64, MS-DOS, Macintosh, MSX, ZX Spectrum  | Level 9                    |
| Starglider                       | Simulation | 1986 | Amiga, Amstrad CPC, Apple II, Atari ST, Commodore 64, MS-DOS, Macintosh, ZX Spectrum           | Argonaut Software          |
| The Universal Military Simulator | Strategie  | 1987 | Amiga, Atari ST, MS-DOS, Macintosh                                                             | Intergalactic Development  |
| Weird Dreams                     | Action     | 1988 | Amiga, Atari ST, Commodore 64, MS-DOS                                                          | Best Ever Games            |